# Isländischer Fußballpokal der Männer 2016
Der isländische Fußballpokal 2016 war die 57. Austragung des isländischen Pokalwettbewerbs der Männer. Pokalsieger wurde Titelverteidiger Valur Reykjavík. Das Team setzte sich am 13. August 2016 im Laugardalsvöllur von Reykjavík gegen ÍBV Vestmannaeyja durch und qualifizierte sich damit für die Europa League.

## Modus
Die Begegnungen wurden in einem Spiel ausgetragen. In den ersten zwei Runden nahmen Vereine ab der zweiten Liga abwärts teil. Die Vereine der ersten Liga stiegen erst in der 3. Runde ein. Bei unentschiedenem Ausgang wurde das Spiel zunächst verlängert und gegebenenfalls durch Elfmeterschießen entschieden.

## 1. Runde
| Datum      |                             | Ergebnis  |                       |
| ---------- | --------------------------- | --------- | --------------------- |
| 27.04.2016 | KH Hlíðarendi               | 8:0       | Snæfell Stykkishólmur |
| 29.04.2016 | KFG Garðabær                | 2:0       | Ægir þorlákshöfn      |
| 30.04.2016 | Ýmir Kópavogur              | 0:4       | Örninn Kópavogur      |
| 30.04.2016 | Kría Seltjarnarnes          | 2:0       | Hörður Isafjörður     |
| 30.04.2016 | Hvíti riddarinn Mosfellsbær | 6:2       | Gnúpverjar Reykjavík  |
| 30.04.2016 | Leiknir Fáskrúðsfjörður     | 1:3       | UMF Sindri Höfn       |
| 30.04.2016 | UMF Þróttur Vogar           | 2:1       | Stál-úlfur Kópavogur  |
| 30.04.2016 | GG Grindavík                | 1:2       | KFS Vestmannaeyja     |
| 30.04.2016 | Völsungur Húsavík           | 1:0       | Nökkvi Akureyri       |
| 30.04.2016 | KS Dalvík/Reynir            | 0:2       | UMF Tindastóll        |
| 30.04.2016 | UMF Stokkseyri              | 1:6       | UMF Skallagrímur      |
| 30.04.2016 | Víðir Garði                 | 1:0       | ÍH Hafnarfjörður      |
| 30.04.2016 | Höttur Egilsstaðir          | 2:0       | UMF Einherji          |
| 30.04.2016 | Kóngarnir Reykjavík         | 0:2       | KFR Hella/Hvolsvöllur |
| 30.04.2016 | Augnablik Kópavogur         | 2:0       | Árborg Selfoss        |
| 30.04.2016 | Kári Akranes                | 1:2       | UMF Njarðvík          |
| 30.04.2016 | Magni Grenivík              | 15:00     | Hamrarnir Akureyri    |
| 30.04.2016 | Vængir Júpiters             | 1:0       | Mídas Reykjavík       |
| 01.05.2016 | Ísbjörninn Kópavogur        | 1:4       | KB Breiðholts         |
| 01.05.2016 | UMF Álftanes                | 0:1       | Reynir Sandgerði      |
| 01.05.2016 | Vatnaliljur Kópavogur       | 1:2 n. V. | Hamar Hveragerði      |
| 01.05.2016 | Léttir Reykjavík            | 03:0 1    | UMF Kjalnesingar      |
| 03.05.2016 | Berserkir Reykjavík         | 15:00     | Afríka Reykjavík      |

## 2. Runde
| Datum      |                             | Ergebnis              |                       |
| ---------- | --------------------------- | --------------------- | --------------------- |
| 01.05.2016 | ÍF Vestri                   | 4:0                   | KH Hlíðarendi         |
| 07.05.2016 | KFG Garðabær                | 9:1                   | KFS Vestmannaeyja     |
| 09.05.2016 | Kría Seltjarnarnes          | 5:2                   | KB Breiðholts         |
| 10.05.2016 | Haukar Hafnarfjörður        | 4:0                   | KFR Hella/Hvolsvöllur |
| 10.05.2016 | UMF Þróttur Vogar           | 0:1                   | ÍF Grótta             |
| 10.05.2016 | UMF Skallagrímur            | 0:2                   | Keflavík ÍF           |
| 10.05.2016 | UMF Selfoss                 | 2:1                   | UMF Njarðvík          |
| 10.05.2016 | Fram Reykjavík              | 1:0                   | UMF Afturelding       |
| 10.05.2016 | KFF Fjarðabyggðar           | 0:1                   | UMF Sindri Höfn       |
| 10.05.2016 | Leiknir Reykjavík           | 8:0                   | Léttir Reykjavík      |
| 10.05.2016 | Örninn Kópavogur            | 0:1                   | UMF Grindavík         |
| 10.05.2016 | Höttur Egilsstaðir          | 0:1                   | Huginn Seyðisfjörður  |
| 10.05.2016 | þór Akureyri                | 1:2                   | Völsungur Húsavík     |
| 10.05.2016 | KA Akureyri                 | 2:1 n. V.             | UMF Tindastóll        |
| 10.05.2016 | Hvíti riddarinn Mosfellsbær | 0:1                   | HK Kópavogur          |
| 10.05.2016 | KF Vesturbæjar              | 0:0 n. V. (4:2 i. E.) | ÍR Reykjavik          |
| 11.05.2016 | Vængir Júpiters             | 2:2 n. V. (3:5 i. E.) | Augnablik Kópavogur   |
| 11.05.2016 | Víðir Garði                 | 4:1                   | Berserkir Reykjavík   |
| 11.05.2016 | Hamar Hveragerði            | 1:4                   | Reynir Sandgerði      |
| 11.05.2016 | Magni Grenivík              | 2:2 n. V. (2:4 i. E.) | KS Fjallabyggðar      |

## 3. Runde
Teilnehmer: Die 20 Sieger der 2. Runde und die 12 Vereine der Pepsideild 2016.
| Datum      |                      | Ergebnis              |                      |
| ---------- | -------------------- | --------------------- | -------------------- |
| 24.05.2016 | Leiknir Reykjavík    | 3:2                   | KFG Garðabær         |
| 24.05.2016 | Reynir Sandgerði     | 1:2 n. V.             | ÍF Vestri            |
| 24.05.2016 | ÍF Grótta            | 6:1                   | Augnablik Kópavogur  |
| 24.05.2016 | Fram Reykjavík       | 2:0                   | HK Kópavogur         |
| 25.05.2016 | UMF Grindavík        | 1:0                   | KA Akureyri          |
| 25.05.2016 | Víðir Garði          | 2:0 n. V.             | UMF Sindri Höfn      |
| 25.05.2016 | ÍBV Vestmannaeyja    | 2:0                   | Huginn Seyðisfjörður |
| 25.05.2016 | ÍA Akranes           | 1:0                   | KF Vesturbæjar       |
| 25.05.2016 | Haukar Hafnarfjörður | 1:2                   | Víkingur Reykjavík   |
| 25.05.2016 | Keflavík ÍF          | 1:2                   | Fylkir Reykjavík     |
| 25.05.2016 | KR Reykjavík         | 1:2 n. V.             | UMF Selfoss          |
| 25.05.2016 | þróttur Reykjavík    | 3:1                   | Völsungur Húsavík    |
| 25.05.2016 | Fjölnir Reykjavík    | 0:1                   | Valur Reykjavík      |
| 26.05.2016 | Kría Seltjarnarnes   | 0:3                   | Breiðablik Kópavogur |
| 26.05.2016 | FH Hafnarfjörður     | 9:0                   | KS Fjallabyggðar     |
| 26.05.2016 | UMF Stjarnan         | 2:2 n. V. (7:6 i. E.) | UMF Víkingur         |

## Achtelfinale
| Datum      |                    | Ergebnis  |                      |
| ---------- | ------------------ | --------- | -------------------- |
| 08.06.2016 | ÍF Vestri          | 2:3       | Fram Reykjavík       |
| 08.06.2016 | UMF Grindavík      | 0:2       | Fylkir Reykjavík     |
| 08.06.2016 | þróttur Reykjavík  | 4:0       | ÍF Grótta            |
| 08.06.2016 | FH Hafnarfjörður   | 4:1       | Leiknir Reykjavík    |
| 09.06.2016 | UMF Stjarnan       | 0:2       | ÍBV Vestmannaeyja    |
| 09.06.2016 | ÍA Akranes         | 1:2 n. V. | Breiðablik Kópavogur |
| 09.06.2016 | UMF Selfoss        | 4:3 n. V. | Víðir Garði          |
| 09.06.2016 | Víkingur Reykjavík | 2:3 n. V. | Valur Reykjavík      |

## Viertelfinale
| Datum      |                      | Ergebnis |                   |
| ---------- | -------------------- | -------- | ----------------- |
| 03.07.2016 | Valur Reykjavík      | 5:0      | Fylkir Reykjavík  |
| 03.07.2016 | Breiðablik Kópavogur | 2:3      | ÍBV Vestmannaeyja |
| 04.07.2016 | þróttur Reykjavík    | 0:3      | FH Hafnarfjörður  |
| 05.07.2016 | Fram Reykjavík       | 0:2      | UMF Selfoss       |

## Halbfinale
| Datum      |                   | Ergebnis |                  |
| ---------- | ----------------- | -------- | ---------------- |
| 27.07.2016 | UMF Selfoss       | 1:2      | Valur Reykjavík  |
| 28.07.2016 | ÍBV Vestmannaeyja | 1:0      | FH Hafnarfjörður |

## Finale
| Paarung           | Valur Reykjavík – ÍBV Vestmannaeyja |
| Ergebnis          | 2:0 (2:0) |
| Datum             | 13. August 2016 |
| Stadion           | Laugardalsvöllur, Reykjavík |
| Zuschauer         | 3.511 |
| Schiedsrichter    | Þorvaldur Árnason |
| Tore              | 1:0 Sigurður Egill Lárusson (8.) 2:0 Sigurður Egill Lárusson (21.) |
| Valur Reykjavík   | Anton Ari Einarsson – Rasmus Christiansen, Andreas Albech (90. Andri Fannar Stefánsson), Orri Sigurður Ómarsson, Haukur Páll Sigurðsson – Kristinn Freyr Sigurðsson (83. Guðjón Pétur Lýðsson), Bjarni Ólafur Eiríksson, Kristian Gaarde, Sigurður Egill Lárusson – Andri Adolphsson (75. Rolf Glavind Toft), Kristinn Ingi Halldórsson. Cheftrainer: Ólafur Davíð Jóhannesson |
| ÍBV Vestmannaeyja | Derby Carrillo – Felix Örn Friðriksson (83. Elvar Ingi Vignisson), Hafsteinn Briem, Avni Pepa (12. Jón Ingason), Simon Kollerup Smid – Mees Junior Siers, Pablo Punyed, Mikkel Maigaard, Jonathan Barden – Søren Andreasen (70. Aron Bjarnason), Gunnar Heiðar Þorvaldsson. Cheftrainer: Bjarni Jóhannsson                                                                     |
| Gelbe Karten      | Andri Adolphsson, Haukur Páll Sigurðsson, Sigurður Egill Lárusson – Felix Örn Friðriksson, Simon Kollerup Smid, Jón Ingason |